# 寄生龙胆属
寄生龙胆属（学名：Cotylanthera）也称杯药草属，是龙胆科下的一个属，为腐生或寄生草本植物。该属共有4种，分布于爪哇、太平洋群岛和喜马拉雅一带。
现为藻百年属（Exacum L.）的异名。

## 物种
本属包括以下物种：
- 杯药草 Cotylanthera paucisquama